# Dorfkirche Tribohm

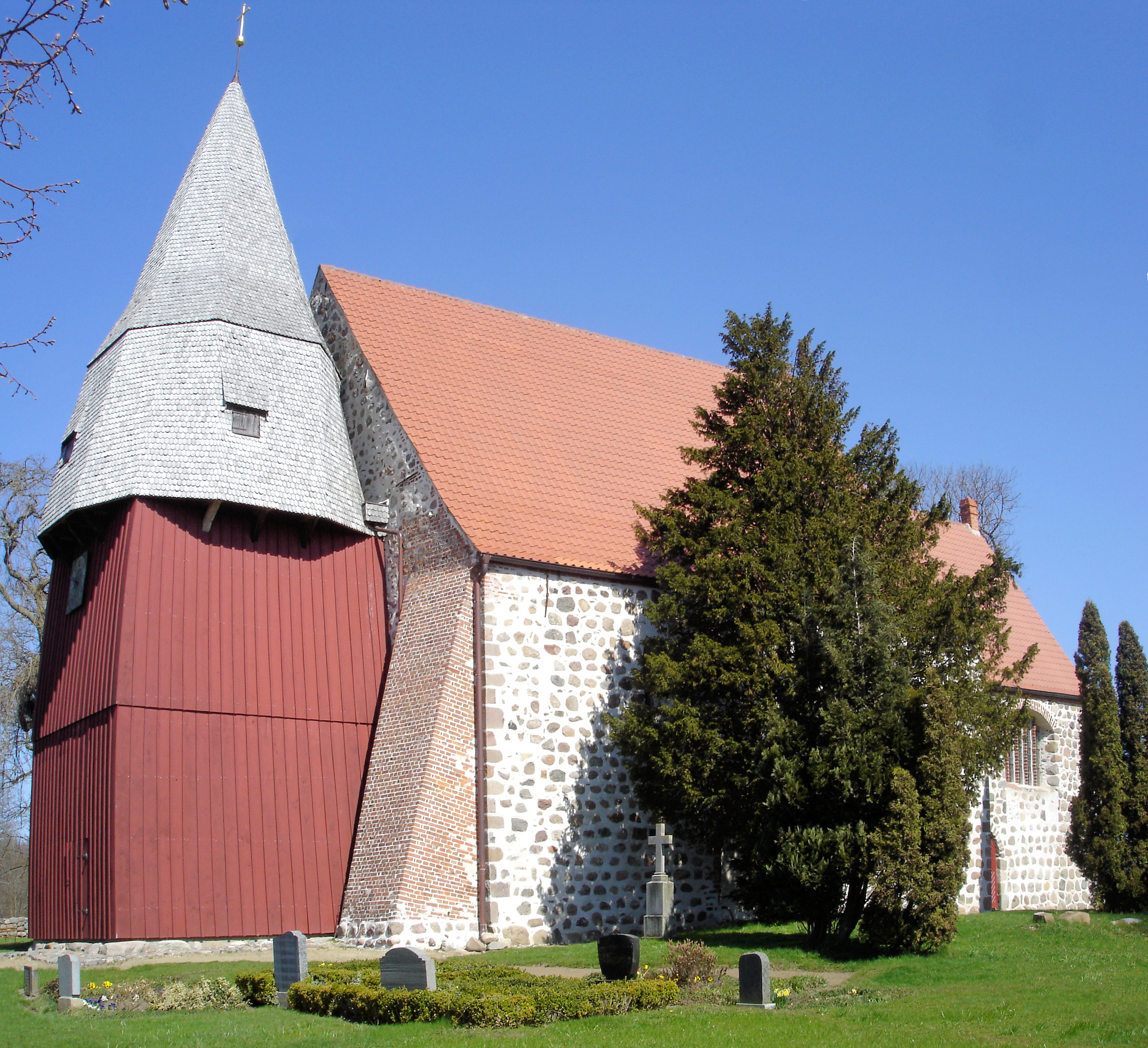
Kirche nach der Renovierung 2010

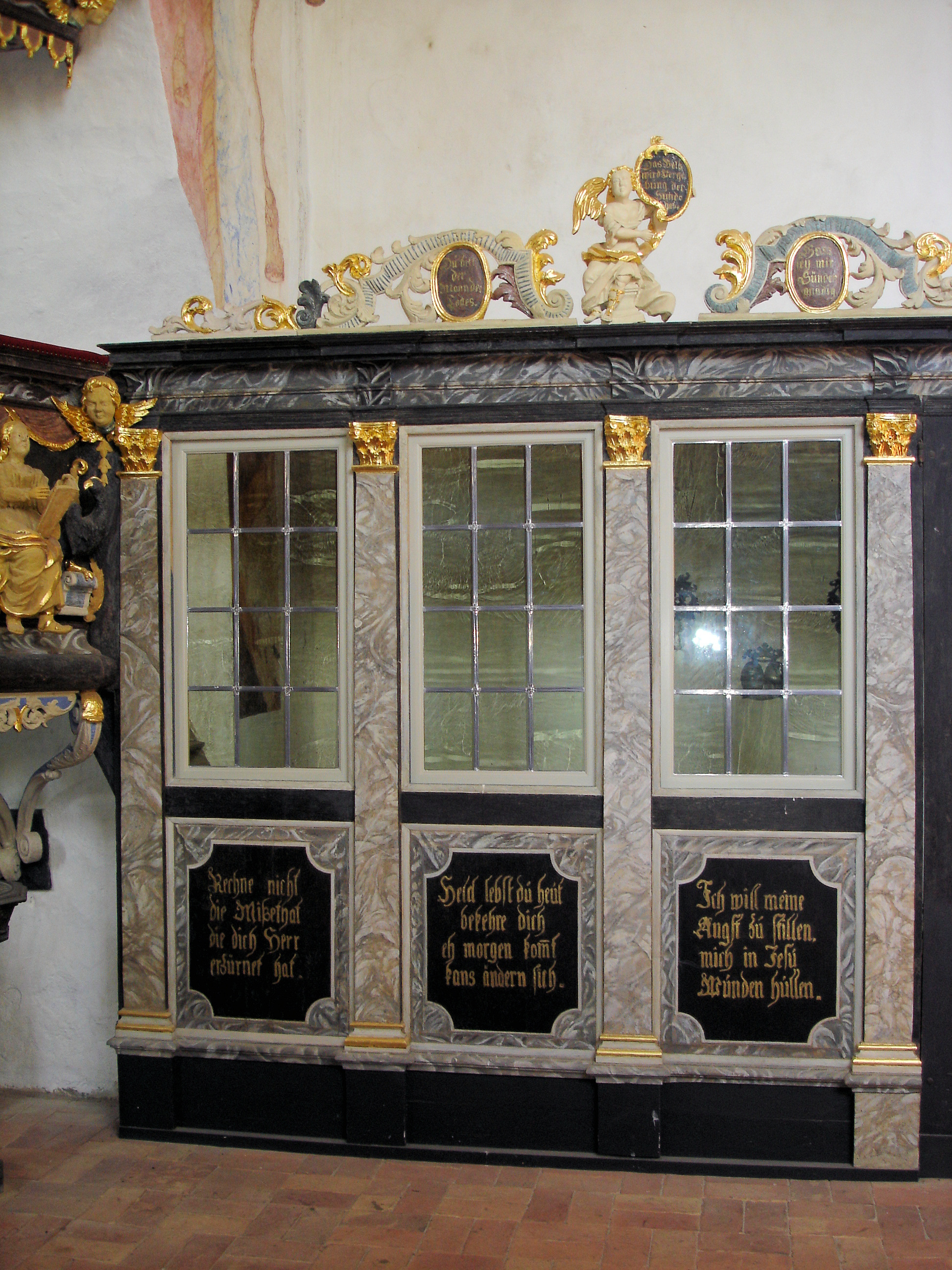
Aufgang zur Kanzel und Beichtstuhl

Die denkmalgeschützte Dorfkirche Tribohm befindet sich in dem zu Ahrenshagen-Daskow (Landkreis Vorpommern-Rügen) gehörenden Dorf Tribohm. Sie ist eine der ältesten oder die älteste erhaltene Kirche Nordvorpommerns.

## Geschichte und Baugeschichte
Die Kirche wurde, wie dendrochronologische Untersuchungen des Dachstuhls ergeben haben, in den 1240ern erbaut. Stilistische Untersuchungen weisen große Ähnlichkeiten zu zeitgleichen Bauten in der Altmark auf. Sehr wahrscheinlich wurde sie auf die Heilige Katharina geweiht.
Erste schriftliche Erwähnung fand der Ort Tribohm 1268, als ein Eckard von Dechow auf Pütnitz dem Kloster Neuenkamp Land vermachte. 1272 übernahm das Kloster Neuenkamp das Patronat über die Kirche.
Vermutlich 1421 wurde der hölzerne Turm an das Kirchenschiff aus Feldstein angesetzt. 1456 wechselte das Patronat als Geschenk des Klosters Neuenkamp an die Universität Greifswald. Im Zuge des Dreißigjährigen Krieges wurde um 1628 die Inneneinrichtung durch kaiserliche Soldaten zerstört.
1745 wurden Kirche und Turm, die wahrscheinlich im Nordischen Krieg beschädigt wurden, saniert und die Inneneinrichtung mit Altar, Kanzel, Beichtstuhl und Patronatslogen barock gestaltet.
Zwischen 1845 und 1847 wurde das Kircheninnere renoviert, neu ausgemalt sowie eine Orgel eingebaut. Der Altaraufsatz erhielt dabei ein Gemälde von Bernhard Plockhorst, das nach 2000 in der Winterkirche (unter der Orgel) angebracht wurde. 1873 ersetzte eine neue Glocke die alte von 1650. Am Sakristeigiebel befinden sich drei schmiedeeiserne Grabkreuze aus dem frühen 19. Jahrhundert.

## Orgel
Im Jahre 1845 erhielt die Kirche ihre erste und bislang einzige Orgel. Sie wurde bei Carl August Buchholz in Berlin gefertigt. Im Jahre 1917 wurden die Prospektpfeifen für Kriegszwecke ausgebaut. Die Orgel wurde 1994 von der Firma Hinrich Otto Paschen aus Kiel wiederhergestellt. Disposition:
Manual C - f3
Prinzipal 8'
Gedackt 8'
Oktave 4'
Rohrflöte 4'
Quinte 22/3'
Superoktave 2'

Pedal C - d1
Subbass 16'
Nebenzug: Kalkanten-Glocke

## Aktuelle Restaurierungsarbeiten

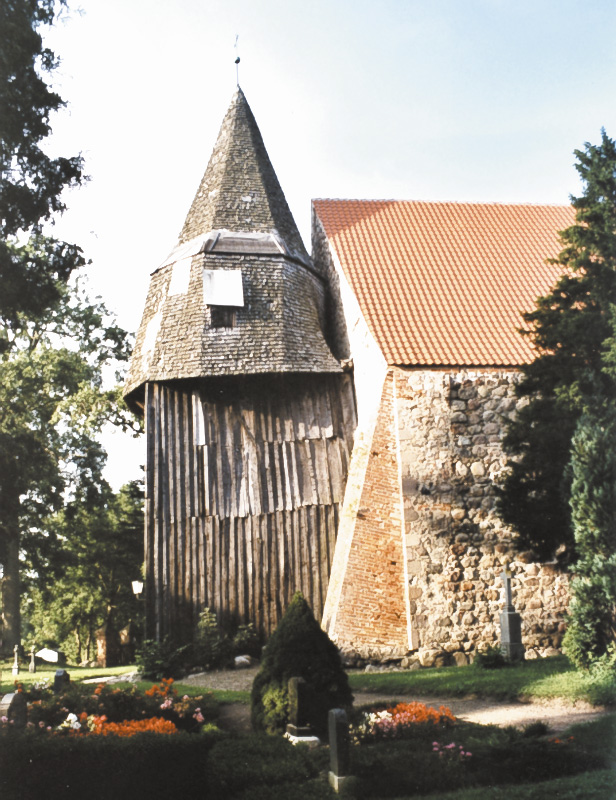
Kirchturm und neu eingedecktes Dach 2002

Im Verlauf des 20. Jahrhunderts ergab sich ein beträchtlicher Restaurierungsbedarf für den Kirchenbau, so dass er im Jahr 2000 als einsturzgefährdet galt. Das Dach war marode und ließ Wasser durch, der Mauermörtel hielt die Feldsteine nicht mehr zusammen und der hölzerne Turm wich um 60 Zentimeter von der Vertikalen ab. Schon zuvor, 1997, hatte die kleine Kirchengemeinde das Dach notdürftig neu gedeckt. 1998 wurde mit Mitteln der Deutschen Stiftung Denkmalschutz eine Notsicherung des Dachstuhls durchgeführt.
Seit dem Jahr 2002 wurden Turm und Turmhelm, Mauern, Innenausstattung und Boden instand gesetzt. Der Chorraum wurde archäologisch untersucht. Bis 2006 wurden durch das Land Mecklenburg-Vorpommern, die Deutsche Stiftung Denkmalschutz, die Stiftung zur Bewahrung kirchlicher Baudenkmäler in Deutschland (Stiftung KiBa), die Hermann-Reemtsma-Stiftung, die Zeit-Stiftung, die Katharina und Gerhard Hoffmann-Stiftung, die Kirchengemeinde und den Kirchenkreis sowie private Spenden über 750.000 Euro zur Bewahrung der Dorfkirche Tribohm aufgebracht. Im April 2010 wurden die Arbeiten abgeschlossen.

## Gemeinde
Tribohm wurde 1911 mit Schlemmin verbunden, Pfarrsitz blieb Tribohm. Seit 1974 gehört Tribohm zur Kirchengemeinde Ahrenshagen-Lüdershagen. Diese evangelische Kirchgemeinde gehört seit 2012 zur Propstei Stralsund im Pommerschen Evangelischen Kirchenkreis der Evangelisch-Lutherischen Kirche in Norddeutschland. Vorher gehörte sie zum Kirchenkreis Stralsund der Pommerschen Evangelischen Kirche.